# Dans la vie (film, 2007)
Pour les articles homonymes, voir Dans la vie.
Pour plus de détails, voir Fiche technique et Distribution.
Dans la vie est une comédie dramatique française réalisé par Philippe Faucon, sorti en 2007.

## Synopsis
Une femme âgée de confession juive voit arriver sa nouvelle assistante de soins avec circonspection. Musulmane pratiquante, celle-ci étonne la vieille dame.

## Fiche technique
- Titre : Dans la vie
- Réalisation : Philippe Faucon
- Scénario : Amel Amani, Philippe Faucon
- Photographie : Laurent Fenart
- Montage : Sophie Mandonnet
- Son :  Jean-Luc Audy
- Producteur : Philippe Faucon, Yasmina Nini-Faucon
- Société de production :  Istiqlal Films,  Arte France Cinéma
- Pays d'origine :  France
- Langue : français, arabe algérien
- Format : couleur — 35 mm — 1,85:1 — Son : Dolby Stereo DTS
- Genre :  comédie dramatique
- Durée  : 73 minutes
- Dates de sortie : 
  -  Canada : 8 septembre 2007 (Festival international du film de Toronto)
  -  Suède : 26 janvier 2008 (Festival international du film de Göteborg)
  -  Pays-Bas : 30 janvier 2008 (Festival international du film de Rotterdam)
  -  Serbie : 25 février 2008 (Festival international du film de Belgrade)
  -  France : 12 mars 2008

## Distribution
- Sabrina Ben Abdallah : Sélima
- Ariane Jacquot : Esther
- Zohra Mouffok : Halima
- Houria Belhadji : la danseuse
- Mohamed Chabane-Chaouche : le frère de Sélima
- Oumria Mouffok : la sœur de Sélima
- Hocine Nini : Ali
- Philippe Faucon : Élie, le fils d'Esther (non crédité)